# Потылиха (местность)
Поты́лиха — историческая местность в Москве, на реке Сетуни, близ её устья. Соседствует на северо-востоке с Бережками и Красным лугом, на западе — с Троице-Голенищевом, на юге — с Воробьёвыми горами.
В настоящее время название сохраняется в наименовании улицы Потылиха и бывшего остановочного пункта Потылиха Малого кольца Московской железной дороги.

## Название
Название местности — по бывшей слободе.

## История
Близ устья реки Сетуни на территории Потылихи находится Сетуньское городище дьяковской культуры.
В XIX веке Потылиха была дачной местностью, имела статус казённой слободы. В 1903—1908 годах проложили Окружную железную дорогу (в настоящее время — Малое кольцо Московской железной дороги), а в 1905—1907 годах было построено станционное здание полустанка Потылиха.
С 1917 года вошла в состав Москвы. C 1927 года на Потылихе начали сооружать первые павильоны «Мосфильма», ныне киностудия занимает большую часть территории бывшей слободы.

## Застройка
Потылиха разделена на две части Мосфильмовской улицей. К югу от неё расположена территория киностудии «Мосфильм», территория к северу от Мосфильмовской улицы застроена, в основном, жилыми домами, а также здесь расположена Всероссийская академия внешней торговли Минэкономразвития.

## Примечательные здания и сооружения
- Здание бывшего остановочного пункта Потылиха